# Yochanan ben Zakai
Yochanan ben Zakai (no hebraico יוחנן בן זכאי) foi um tanaíta e um dos mais importantes sábios judeus da época do Segundo Templo, além de um das principais autoridades mencionadas na Mishná.